# Bão Gaemi (2024)
Bão Gaemi, được biết đến ở Philippines với tên bão Carina, là một bão nhiệt đới mạnh và có sức tàn phá lớn đã ảnh hưởng đến miền Đông Trung Quốc, Đài Loan, và Philippines vào cuối tháng 7 năm 2024. Gaemi, có nghĩa là con kiến trong tiếng Hàn, là tên cơn bão thứ ba và cơn bão thứ năm của mùa bão hàng năm.
Được hình thành dưới dạng áp thấp nhiệt đới ở phía đông Palau vào ngày 19 tháng 7. Do điều kiện môi trường thuận lợi, cơn bão mạnh lên và đạt đỉnh điểm với sức gió duy trì tối đa mười phút 165 km/h (105 mph) và áp suất khí quyển trung tâm là 940 hPa (27,76 inHg). Với sức gió duy trì trong một phút ở tốc độ 230 km/h (145 mph), Gaemi được phân loại là cơn bão tương đương cấp 4. Sau đó, cơn bão chuyển hướng theo hướng bắc-tây bắc, dọc theo ngoại vi phía tây của áp cao cận nhiệt đới. Sau khi dừng lại và thực hiện một vòng ngược chiều kim đồng hồ chặt chẽ gần bờ biển, Gaemi hơi yếu đi do tương tác với đất liền trước khi thực hiện đổ bộ trên bờ biển phía đông bắc của Đài Loan vào ngày 24 tháng 7. Nó nổi lên trên eo biển Đài Loan chỉ sau sáu giờ. giờ sau khi đổ bộ. Gaemi đổ bộ vào Trung Quốc như một cơn bão nhiệt đới nhỏ ở Quận Xiuyu của Putian thuộc tỉnh Phúc Kiến. Khi vào đất liền, hệ thống suy yếu thành áp thấp nhiệt đới vào ngày 26 tháng 7 và tiếp tục theo dõi hệ thống cho đến khi nó tan vào ngày 29 tháng 7. Cùng với gió mùa tây nam và Bão Prapiroon, mưa lớn đã được báo cáo ở phía nam và phía bắc Luzon, gây ra lũ quét trên diện rộng ở nhiều khu vực khác nhau trong khu vực. Gió mùa được tăng cường do tác động của Gaemi đối với Luzon dẫn đến việc so sánh với Bão Ketsana (2009). Tàu chở dầu MT Terra Nova, chở khoảng 1,5 triệu lít nhiên liệu công nghiệp, bị lật úp và chìm ở độ sâu 34 m (112 ft) nước ở Vịnh Manila ngoài khơi bờ biển Limay, Bataan. Tại Nhật Bản, đảo Yonaguni ghi nhận tốc độ gió lên tới 180 km/h (110 mph). Ở Indonesia, những con sóng lớn cao tới 2,5 m (8,2 ft) đã ảnh hưởng đến Biển Molucca, Biển Bắc Natuna, Biển Natuna , và các khu vực giữa Quần đảo Sitaro và Bitung, và giữa Quần đảo Sangihe và Quần đảo Talaud. Lượng mưa tích lũy tối đa là 512,8 mm (20,19 in) đã được quan sát thấy ở Huoyuan County ở tỉnh Phúc Kiến. Tàn dư của Gaemi cũng tấn công Bắc Triều Tiên, nơi có thể có tới 4.000 người đã chết. Triều Tiên truyền thông nhà nước không cung cấp số liệu về thương vong. Tổng cộng, cơn bão đã giết chết ít nhất 152 người, 924 người khác bị thương, 42 người mất tích và gây thiệt hại $1,66 tỷ đô la Mỹ.

## Lịch sử khí tượng
Nguồn gốc của Bão Gaemi có thể bắt nguồn từ ngày 17 tháng 7, khi Cơ quan Khí tượng Nhật Bản (JMA) báo cáo rằng một vùng áp thấp đã hình thành ở phía đông Palau . Môi trường nhìn chung thuận lợi cho sự hình thành bão nhiệt đới, với nhiệt độ bề mặt nước biển ấm từ 27-28°C (81-82°F),độ đứt gió thẳng đứng thấp và hướng cực với dòng chảy ra. Hình ảnh vệ tinh cho thấy dải đối lưu khí quyển hình thành đã bắt đầu quấn vào tâm hoàn lưu. Sau khi củng cố dần dần trong hai ngày, Trung tâm Cảnh báo Bão Liên hợp (JTWC) đã ban hành cảnh báo hình thành xoáy thuận nhiệt đới cho hệ thống này vào ngày 19 tháng 7, do nó đang hợp nhất nhanh chóng trung tâm lưu thông cấp thấp rộng rãi. Ngay sau đó, cả JMA và JTWC đều làm theo và nâng cấp áp thấp nhiệt đới, sau đó JTWC chỉ định hệ thống này là 05W. Cục quản lý thiên văn, địa vật lý và khí quyển Philippines(PAGASA) làm theo vài giờ sau đó,rồi nâng cấp hệ thống từ vùng áp suất thấp lên vùng áp thấp và gán cho nó tên Carina. Sớm ngày hôm sau, áp thấp mạnh lên thành bão nhiệt đới và được JMA đặt tên là Gaemi.

Vòng vệ tinh của cơn bão Gaemi đổ bộ vào bờ biển đông bắc Đài Loan vào ngày 24 tháng 7

 Đối lưu sâu của Gaemi sau đó bắt đầu hợp nhất thành một trung tâm nhỏ u ám dày đặc, với đỉnh mây đạt nhiệt độ -90°C (-130°F). Sau đó, nó mạnh lên thành bão nhiệt đới nghiêm trọng do nằm trong môi trường thuận lợi để phát triển vào ngày 21 tháng 7. Cơn bão có biểu hiện đối lưu các tính năng tạo dải xung quanh ngoại vi phía tây của nó, bao bọc thành một trung tâm lưu thông ở mức độ thấp. Khoảng 00:00 UTC ngày 22 tháng 7, JMA sau đó báo cáo rằng Gaemi đã mạnh lên thành bão do dòng chảy ở tầng trên tốt, nhiệt độ mặt nước biển ấm và hàm lượng nhiệt đại dương cao. Gaemi sau đó chuyển hướng bắc-tây bắc, dọc theo ngoại vi phía tây của áp cao cận nhiệt đới.Sáu giờ sau, do môi trường lái yếu giữa sườn núi cận nhiệt đới ở phía tây bắc và phía đông, JTWC đã nâng cấp Gaemi lên trạng thái bão tối thiểu vào 21:00 UTC ngày hôm đó.
Sau khi trải qua chu kỳ thay thế thành mắt bão và phát triển mắt bão lỗ kim, Gaemi tăng cường nhanh chóng và đạt đỉnh ở cường độ tương đương Cấp 4 trên thang Saffir-Simpson lúc 21:00 UTC ngày 23 tháng 7, với sức gió duy trì dài 1 phút với 230 km/h (145 mph). JMA báo cáo rằng Gaemi đạt cường độ cực đại lúc 06:00 UTC ngày 24 tháng 7 với sức gió duy trì kéo dài 10 phút cấp độ 165 km/h (105 mph) và áp suất trung tâm 935 hPa (27,61 inHg). Một nghiên cứu của World Weather Attribution vào tháng 8 năm 2024 cho thấy rằng gió cực mạnh và lượng mưa lớn ở Gaemi đã trở nên trầm trọng hơn do xoáy mạnh. Sau khi dừng lại và thực hiện một vòng ngược chiều kim đồng hồ chặt chẽ gần bờ biển, Gaemi suy yếu nhẹ thành trạng thái bão dưới mức tương đương do tương tác với đất liền trước đó thực hiện đổ bộ trên bờ biển phía đông bắc của Đài Loan vào ngày 24 tháng 7. Gaemi tăng tốc khi di chuyển qua hòn đảo và tiến vào Eo biển Đài Loan chỉ sáu giờ sau khi đổ bộ. Hệ thống này nhanh chóng suy yếu thành bão nhiệt đới tối thiểu khi nó tiến đến gần nhất ngoài khơi miền đông Trung Quốc. Ngay sau đó, JTWC đã ngừng đưa ra lời khuyên khi nó đổ bộ lần cuối tại Xiuyu, Putian thuộc Tỉnh Phúc Kiến. Khi vào đất liền, JMA đã hạ cấp Gaemi thành áp thấp nhiệt đới vào ngày 26 tháng 7 và tiếp tục theo dõi hệ thống cho đến khi nó tan vào lúc 00:00 UTC ngày 29 tháng 7.

## Chuẩn bị

### Philippines

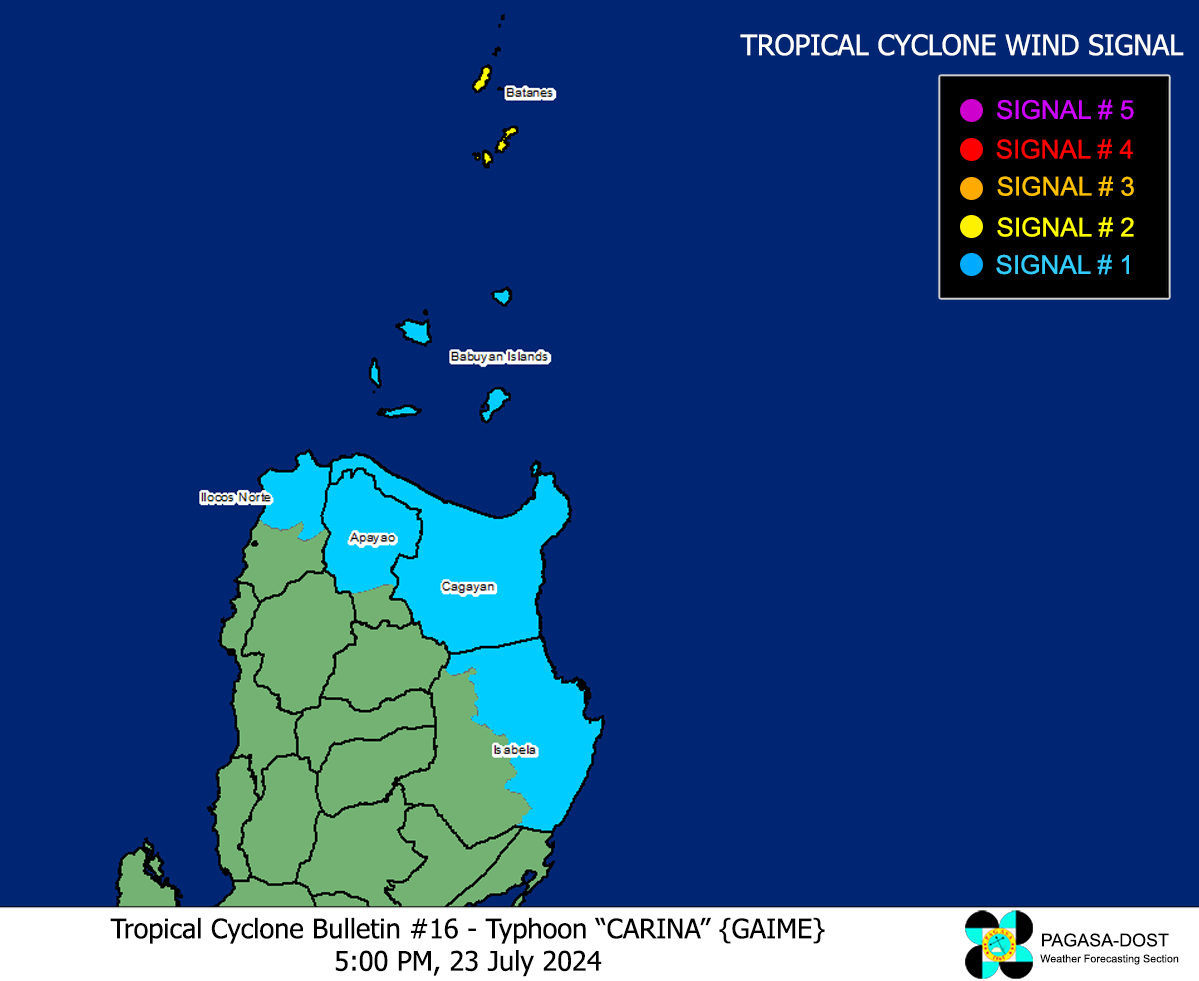
Tín hiệu gió lốc nhiệt đới cao nhất do PAGASA cấp cho Gaemi (Carina).

Khi Gaemi phát triển trong khu vực trách nhiệm của Philippines, PAGASA bắt đầu đưa ra lời khuyên về thời tiết trên hệ thống khi nó tương tác với vùng Tây Nam của Bão Prapiroon trên Biển Đông. Dự báo ban đầu do cơ quan này đưa ra cho thấy Gaemi sẽ không đổ bộ vào Philippines, tuy nhiên, độ ẩm từ gió mùa tây nam sẽ bị cuốn vào bão và mang theo lượng mưa lớn và gió mạnh đến quần đảo. Do đó, vào ngày 22 tháng 7, PAGASA đã đưa ra Tín hiệu Cảnh báo gió số 1 ở các vùng thuộc Quần đảo Babuyan, Batanes, Cagayan và Isabela. PAGASA dự kiến sức gió lên tới 61 km/h (69 mph) ở các tỉnh này. Sáng 23/7, PAGASA nâng lên tín hiệu số 1. Cảnh báo số 2 ở Batanes khi các dải mưa bên ngoài của Gaemi bắt đầu ảnh hưởng đến tỉnh. Các lớp học ở tất cả các cấp và một số đơn vị chính quyền địa phương đã bị đình chỉ ở một số khu vực của Luzon bao gồm Metro Manila vào ngày 23 tháng 7 do bão. Một số chuyến bay thương mại đã bị hủy tại Sân bay quốc tế Ninoy Aquino, cũng như các chuyến bay ở Basco, Cagayan và Tuguegarao. Việc di chuyển bằng tàu đã bị đình chỉ ở Itbayat. Văn phòng Quản lý và Giảm thiểu Rủi ro Thiên tai cấp tỉnh (PDRRMO) tại La Union đã đưa ra cảnh báo đỏ về Ngày 21 tháng 7, yêu cầu toàn bộ nhân sự phải sẵn sàng triển khai. Tình trạng khẩn cấp đã được triển khai đến các trung tâm tác chiến, nơi chuẩn bị sẵn kho vật tư và phương tiện. Các văn phòng chính quyền trên địa bàn tỉnh đóng cửa chiều 23/7, chỉ còn lại nhân viên cấp cứu. Đảo Immuki bị cô lập do việc ra khơi bị đình chỉ. Các bãi biển ở San Juan đã bị đóng cửa đối với du khách, cũng như Thác Tangadan ở San Gabriel. Vào ngày 21 tháng 7, chính phủ Iloilo City bắt đầu sơ tán trước. Tài liệu bắt đầu chuẩn bị tài trợ 10.000 Yên (171 USD) cho những người cư trú trong những ngôi nhà bị phá hủy và 7.000 Yên (120 USD) cho những người ở những ngôi nhà bị phá hủy một phần. Trong Khu hành chính Cordillera, các gói thực phẩm gia đình trị giá ₱73,6 triệu (1,2 triệu USD), tổng cộng 25.357, đã được được đề xuất tại nhiều kho hàng. Ngoài ra, các mặt hàng phi thực phẩm trị giá khoảng ₱52,7 triệu (899.000 USD) đã được tập trung tại các nhà kho này. Văn phòng PDRRMO ở Pangasinan đã đưa ra cảnh báo khẩn cấp đỏ, phân bổ 64.564 gói vật tư cũng như quỹ dự phòng trị giá 86,75 triệu Yên (1,48 triệu USD). Sở Phúc lợi xã hội và Phát triển (DSWD) đã chuẩn bị quỹ cổ phần trị giá 2,5 tỷ yên (42,8 triệu USD) để hỗ trợ trong cơn bão. Tổng cộng có 129.735 gói thực phẩm gia đình được đặt tại các nhà kho và trung tâm tài nguyên ở Pasay, 93.516 gói được đặt ở Mandaue và 442.125 gói đã được cung cấp tại các Văn phòng DSWD số 3, 5 và 6. Không quân Philippines đã chuẩn bị sẵn sàng ba Nhóm tác chiến chiến thuật để ứng phó với cơn bão, bao gồm các đội cứu hộ dưới nước và trực thăng để tìm kiếm cứu nạn và phục vụ như xe cứu thương trên không. Các đội phản ứng nhanh được đào tạo về nỗ lực khắc phục và đánh giá thiệt hại cũng đã sẵn sàng ở Clark, Davao City, Laoag, Mactan và Zamboanga Peninsula .

### Đài Loan

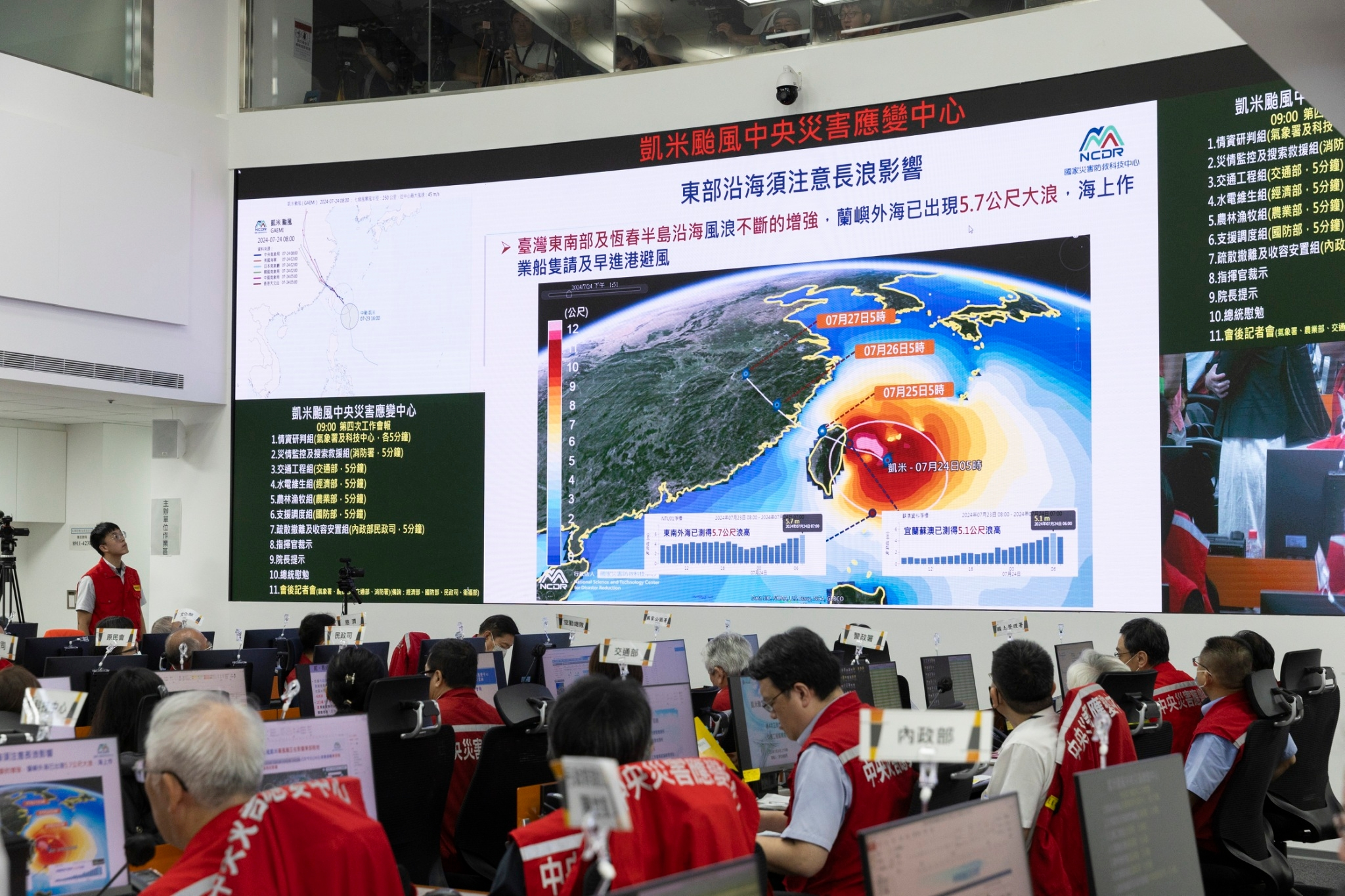
Tổng thống Đài Loan Lai Ching-te hội nghị về việc chuẩn bị cho cơn bão tại Trung tâm Ứng phó Thảm họa Trung ương.

Cục Quản lý Thời tiết Trung ương đã ban hành nhiều cảnh báo bão và mưa xối xả trước nguy cơ Gaemi. Dịch vụ phà đã bị đình chỉ, và Bài tập quân sự Han Kuang hàng năm đã bị hủy bỏ. Các chuyến bay nội địa của các hãng hàng không Mandarin Airlines và Daily Air cũng bị hủy, cùng với 201 chuyến bay quốc tế. Các chuyến du lịch bằng đường biển và đường hàng không bị hủy khiến khoảng 10.000 du khách mắc kẹt ở Bành Hồ. Chính phủ Đài Loan đã điều động 29.000 nhân viên quân sự vào tình trạng sẵn sàng cho các nỗ lực phục hồi. Hơn 2.000 cư dân vùng núi trên đảo đã được sơ tán. Các cuộc sơ tán cũng diễn ra tại quận Heping, Đài Trung; 385 cư dân đã được sơ tán khỏi chín huyện dễ bị lũ lụt của Đài Nam. Nhìn chung, có tổng cộng 8.569 người đã sơ tán đến nơi trú ẩn trước khi cơn bão ảnh hưởng.Đường cao tốc Bureau đã đóng Xa lộ xuyên đảo trung tâm giữa Guanyuan và Taroko và Xa lộ Suhua giữa Chongde và Suao. Bộ Lâm nghiệp và Bảo tồn Thiên nhiên Cơ quan đã đóng cửa mười khu giải trí do lo ngại về an toàn. Vườn quốc gia Yushan đã cấm các hoạt động đi bộ đường dài và buộc 45 nhóm đi bộ đường dài phải xuống núi trong công viên. Lễ hội trò chơi dân gian và văn hóa dân gian dành cho trẻ em quốc tế Yilan và Lễ hội mùa hè Dongshih đã bị tạm dừng do bão. Wenhu line của Taipei Metro, kết nối Quận Neihu và Quận Văn Sơn, đóng cửa vào chiều ngày 24 tháng 7. Tất cả các tuyến tàu điện ngầm khác vẫn hoạt động. Trường học và văn phòng chính phủ đã đóng cửa trên toàn quốc vào tháng 7 25.

### Nhật Bản
Cơ quan Khí tượng Nhật Bản cho biết lượng mưa vào ngày 25 tháng 7 có thể đạt tới 8 in (200 mm) ở Quần đảo Yaeyama, 5,9 in (150 mm) trên Đảo Okinawa và các khu vực lân cận, và 4 in (100 mm) ở Miyako-jima trong khoảng thời gian 24 giờ. Chính quyền ở Quận Okinawa đã cảnh báo cư dân của Quần đảo Sakishima ở trong nhà và cấm tàu thuyền rời cảng.  Japan Airlines và All Nippon Airways đã hủy 100 chuyến bay đến và đi khỏi Ishigaki, Miyako-jima, và Naha.

## Tác động và hậu quả
| Quốc gia    | Chết | Bị thương | Mất tích | Chi phí thiệt hại (USD) | Tham khảo     |
| ----------- | ---- | --------- | -------- | ----------------------- | ------------- |
| Philippines | 48   | 16        | 5        | $211 triệu              | [ 49 ]        |
| Đài Loan    | 10   | 902       | 2        | $245 triệu              | [ 50 ] [ 51 ] |
| Trung Quốc  | 94   | 6         | 35       | $4,12 tỷ                | [ 52 ] [ 53 ] |
| Tổng cộng   | 152  | 924       | 42       | '$4,57 tỷ               |               |

### Philippines
Ở hạ lưu, hồ La Mesa Dam ở Quezon City cũng dâng cao khiến nước tràn. Vào ngày 24 tháng 7, mức báo động thứ ba và cao nhất đã được đưa ra trên Sông Marikina sau khi mực nước dâng lên 18,4 m (60 ft) trước khi đạt đỉnh 20,7 m (68 ft), khiến phải sơ tán. Dòng nước mạnh dọc sông cũng khiến một số sà lan va vào cầu F. Manalo ở Pasig. Trong Taguig, nước lũ dâng cao đến thắt lưng. Những ngôi nhà ở các làng ven biển Orani, Bataan bị nước lũ nhấn chìm. Các ngôi nhà cũng bị ngập do nước lũ ở Samal, nơi lúa và các loại cây trồng khác bị thiệt hại một phần do lũ lụt. Xói mòn đất xảy ra ở Baguio, làm hư hại riprap. Gió mạnh tác động đến Olongapo, làm đổ các cột điện. Một cây đổ cũng làm tắc nghẽn giao thông ở Thành phố Quezon. Một số đoạn của Đường cao tốc Bắc Luzon không thể đi qua được do mưa xối xả do mưa lớn mang lại hai điều kiện thời tiết. Đường cao tốc kết nối Nueva Vizcaya với Benguet và Pangasinan đã bị chặn do lở đất, Tại Taguig, nước lũ đã ngập đến thắt lưng. Những ngôi nhà ở các làng ven biển Orani, Bataan bị nước lũ nhấn chìm. Các ngôi nhà cũng bị ngập do nước lũ ở Samal, nơi lúa và các loại cây trồng khác bị thiệt hại một phần do lũ lụt. Xói mòn đất xảy ra ở Baguio, làm hư hại riprap. Gió mạnh tác động đến Olongapo, làm đổ các cột điện. Một cây đổ cũng làm tắc nghẽn giao thông ở Thành phố Quezon. Một số đoạn của Đường cao tốc Bắc Luzon không thể đi qua do mưa xối xả do hai điều kiện thời tiết gây ra. Đường cao tốc kết nối Nueva Vizcaya với Benguet và Pangasinan đã bị chặn do lở đất, với 34 ngôi nhà ở Kayapa cũng bị hư hỏng. Điều kiện thời tiết khắc nghiệt buộc các tàu phải ở lại cảng, khiến 70 người mắc kẹt ở đây Miền Tagalog và Vùng Bicol, được kết hợp. Thêm 48 hành khách bị mắc kẹt tại Pasacao, Camarines Sur. Tổng cộng có 224 gia đình bị ảnh hưởng bởi cơn bão trên khắp Bataan, Camarines Sur, Thành phố Iloilo, Masbate, và Pampanga. Tổng cộng 1.215 trường học buộc phải hoãn khai giảng năm học vào ngày 29/7 do hư hỏng hoặc chuyển sang sơ tán nơi trú ẩn.Một tình trạng thiên tai đã được tuyên bố tại Metro Manila và các tỉnh của Bataan, Batangas, Bulacan, Cavite, Ilocos Norte, Oriental Mindoro và Pampanga do sự phổ biến rộng rãi lũ lụt xảy ra ở nhiều khu vực khác nhau trong khu vực. Gió mùa tăng cường do tác động của Gaemi lên Luzon dẫn đến sự so sánh đến bão Ketsana năm 2009, được người dân địa phương gọi là Bão nhiệt đới Ondoy. Tàu chở dầu MT Terra Nova, mang theo khoảng 1,5 triệu lít nhiên liệu công nghiệp, bị lật úp và chìm ở độ sâu 34 m (112 ft) nước ở Vịnh Manila ngoài khơi bờ biển Limay, Bataan, gây ra vụ tràn dầu với chiều dài bốn km. .Tính đến  ngày 26 tháng 8 năm 2024, Cục Quản lý và giảm thiểu rủi ro thiên tai quốc gia Council báo cáo rằng 6.498.918 người bị ảnh hưởng bởi Gaemi, cùng với tác động của gió mùa tây nam và khu vực lân cận Bão nhiệt đới Prapiroon (Butchoy), dẫn đến 1.141.926 người phải rời bỏ nhà cửa, 108 thành phố bị mất điện và 9.790 ngôi nhà bị hư hại. Ít nhất 48 trường hợp tử vong và 5 người mất tích đã được báo cáo, cùng với 16 người bị thương, trong khi thiệt hại về nông nghiệp lên tới 5.98 tỷ peso(121.47 triệu đô la Mỹ) và thiệt hại về cơ sở hạ tầng ước tính là 4.39 tỷ peso(89.06 triệu đô la Mỹ), dẫn đến tổng số thiệt hại là 10.37 tỷ peso (210.53 triệu đô la Mỹ).

### Đài Loan

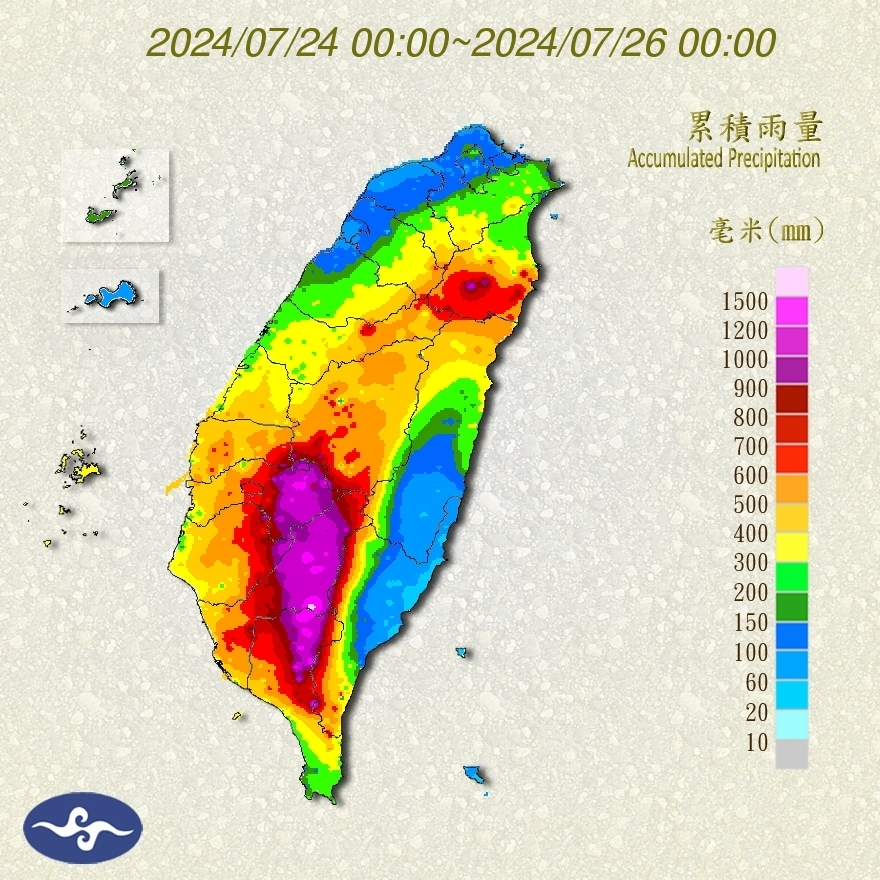
Lượng mưa tổng cộng trên đảo Đài Loan do cơn bão Gaemi.

Gaemi đã giết chết 10 người ở Đài Loan khi nó đến gần hòn đảo; một phụ nữ thiệt mạng do cây đổ ở Cao Hùng, và một người khác tử vong do cây đổ máy xúc ở Quận Sanxia, Đài Bắc mới. Ngoài ra, một phụ nữ đã thiệt mạng và con trai của cô ấy bị thương nặng sau đó một bức tường đổ sập và tông vào ô tô của họ ở Thành phố Hoa Liên, ba người nữa chết ở Chiayi Quận, một người đàn ông lớn tuổi thiệt mạng do lở đất ở Quận Cishan, một người khác đã bị giết trong một vụ tai nạn xe hơi liên quan ở Yunlin County, và thêm một trường hợp tử vong xảy ra ở Đài Nam. Khi cập cảng ở miền nam Đài Loan, tàu chở hàng Fu Shun bị lật, giết chết thuyền trưởng. Ba tàu khác mắc cạn gần Đài Nam. Trên khắp hòn đảo, 902 người bị thương, hai người khác mất tích và 262.000 người không có điện. Tối đa Lượng mưa 1.204,5 mm (47,4 in) đã được quan sát thấy ở Quận Maolin của Cao Hùng. Tổng cộng có 1.232 người phải di dời do bão và được đưa vào 279 trại khẩn cấp. Ước tính ban đầu cho thấy Gaemi gây thiệt hại kinh tế  $245 triệu đô la Mỹ.

### Trung Quốc
Gaemi đổ bộ vào Trung Quốc dưới dạng bão nhiệt đới với sức gió duy trì tối đa khoảng 120 km/h (75 mph) tại Quận Xiuyu của Putian ở Tỉnh Phúc Kiến. Có 49 trường hợp tử vong được xác nhận trong nước, 48 trong số đó ở tỉnh Hunan, nơi 35 người khác mất tích; 15 người thiệt mạng, 21 người mất tích và 6 người khác bị thương sau khi một trận lở đất xảy ra ở một khu vực homestay ở Hành Dương, Hồ Nam. Ngoài ra, một tài xế giao hàng đã thiệt mạng do cây đổ ở Thượng Hải. Giới thiệu 1.000 ngôi nhà bị hư hại và 1.345 vụ sập đường đã được báo cáo tại Zixing, khiến 30 người thiệt mạng. Lượng mưa lớn xảy ra ở hơn 10 tỉnh, thành phố, bao gồm các thành phố Phúc Châu, Thẩm Dương, Wuzhou và Trịnh Châu. Lượng mưa được báo cáo trong hơn 72 thị trấn ở Phúc Kiến. Trên khắp Phúc Kiến, tổng cộng 85 ha (210 mẫu Anh) cây trồng bị hư hại. Khoảng 628.000 người bị ảnh hưởng bởi cơn bão ở Phúc Kiến, 290.000 người trong số đó đã phải sơ tán..Tổng thiệt hại kinh tế ở Trung Quốc ước tính lên tới 8,61 tỷ nhân dân tệ ($4,12 tỷ đô la Mỹ).

### Bắc Triều Tiên
Tàn dư của Gaemi cũng tấn công Bắc Triều Tiên, dẫn đến lũ lụt lớn ở Tỉnh Pyongan Bắc khiến 5.000 người mắc kẹt..Tại thành phố Sinuiju và Uiju County lân cận, khoảng 4.100 ngôi nhà, 3.000 ha (7.410 mẫu Anh) ruộng nông nghiệp và nhiều tòa nhà công cộng, đường bộ và đường sắt bị ngập lụt..Miền Bắc Truyền thông Hàn Quốc đưa tin về các thảm họa nổi bật hơn nhiều so với các thảm họa hoặc sự cố trước đó. Báo nhà nước Hàn Quốc gọi đây là một "cuộc khủng hoảng nghiêm trọng", cũng như truyền hình chiếu cảnh các khu vực bị ngập lụt. Truyền thông nhà nước Triều Tiên đưa tin rằng Lãnh tụ tối cao Kim Jong Un đã tới các địa điểm lũ lụt để khảo sát thiệt hại . Truyền thông nhà nước đưa tin ông "đích thân chỉ đạo trận chiến" nhằm giải cứu dân thường và tuyên bố các khu vực của ba tỉnh là vùng thiên tai. Đến ngày 4 tháng 9, 30 quan chức được cho là đã bị xử tử sau khi bị buộc tội "tham nhũng và lơ là nhiệm vụ". Một cuộc họp của chính phủ đã nhất trí xây dựng 4.400 ngôi nhà mới ở Sinuiju và Uiju, đồng thời gia cố bờ kè và khôi phục cơ sở hạ tầng bị hư hại ở tỉnh Jagang. Hàn Quốc đề nghị hỗ trợ nhân đạo viện trợ cho Triều Tiên sau trận mưa như trút nước, điều mà CHDCND Triều Tiên cho biết rằng họ sẽ từ chối. Tổng thống Nga Vladimir Putin bày tỏ lời chia buồn tới Triều Tiên về thiệt hại do lũ lụt gây ra và đề nghị cung cấp hỗ trợ nhân đạo.  Vào tháng 8, TV Chosun đưa tin rằng khoảng 1.000 đến 1.500 người có thể đã thiệt mạng hoặc mất tích do lũ lụt. Tuy nhiên, truyền thông nhà nước Triều Tiên cho biết có thương vong nhưng không cung cấp số liệu. Không có đề cập chính thức nào về những cái chết của chính quyền bang. Ngày 4/9, có thông tin cho rằng Lãnh đạo tối cao Kim Jong Un có thể đã ra lệnh xử tử 30 quan chức trong một cuộc thanh trừng. Đồng thời, TV Chosun đưa tin số người chết có thể lên tới 4.000. Thông tấn xã Trung ương Triều Tiên ước tính khoảng 5.000 người đã được cứu.

### Ở những nơi khác

#### Nhật Bản
Ở Nhật Bản, đảo Yonaguni đã ghi nhận tốc độ gió lên tới 50 m/s (180 km/h; 110 mph) vào ngày 24 tháng 7.

#### Indonesia
Tại Indonesia, Cơ quan Khí tượng, Khí hậu và Địa vật lý đã cảnh báo về lượng mưa lớn ở Bắc Kalimantan, Đông Kalimantan, Trung Sulawesi, Bắc Maluku và Maluku, do ảnh hưởng của Gaemi. Những con sóng lớn cao tới 2,5 m (8,2 ft) đã ảnh hưởng đến Biển Molucca, Biển Bắc Natuna, Biển Natuna, và các khu vực giữa Quần đảo Sitaro và Bitung, cũng như giữa Quần đảo Sangihe và Quần đảo Talaud.

#### Campuchia
Hoàn lưu cơn bão này, cơn bão Prapiroon gây mưa và gió tại Campuchia, một cây lớn bị đổ đè trúng xe chở nhiều người dẫn đến cái chết của 5 người tại Siem Reap.